# 山陽道昼特急博多号

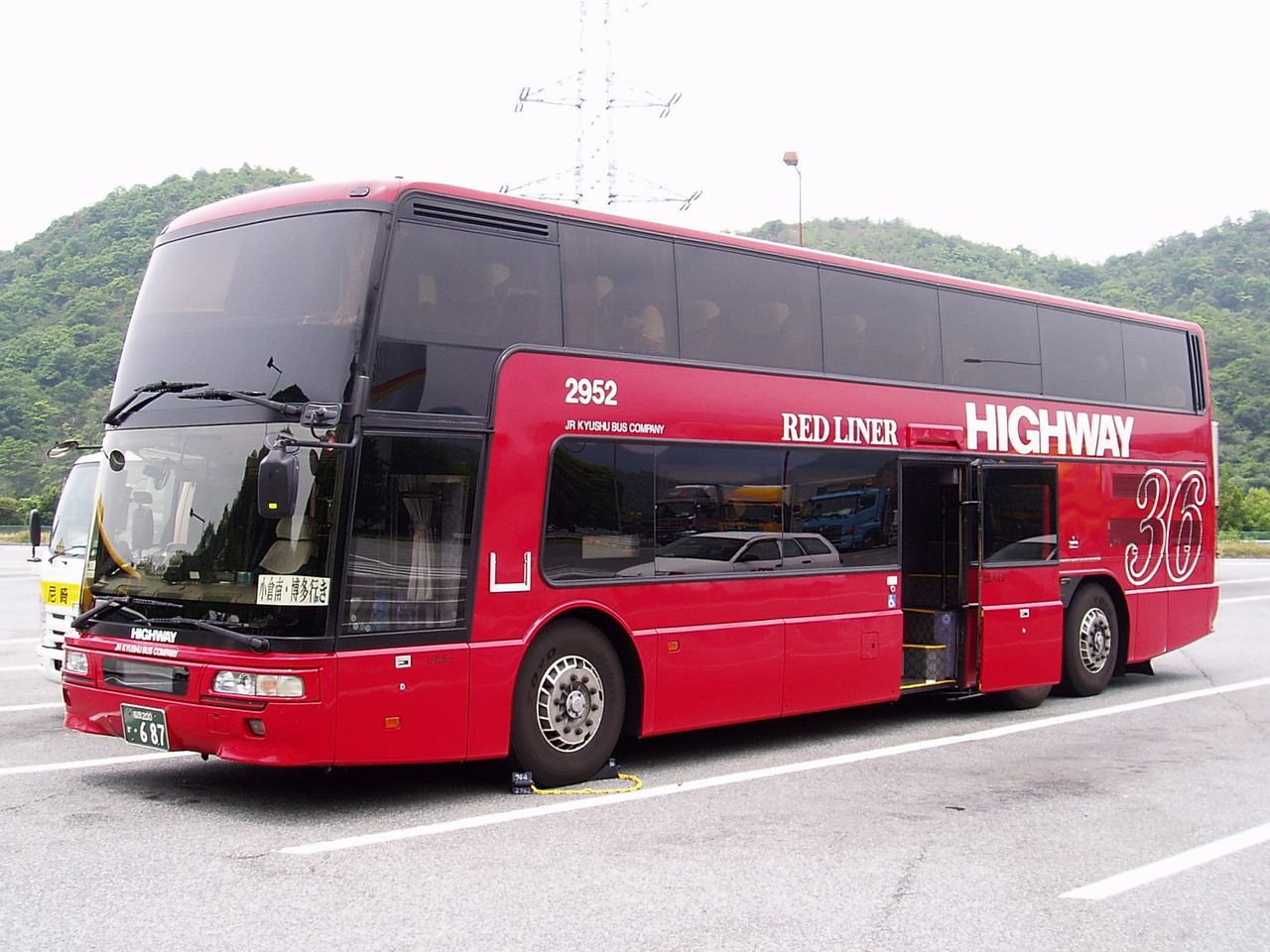
山陽道昼特急博多号
（ジェイアール九州バス 744-2952）

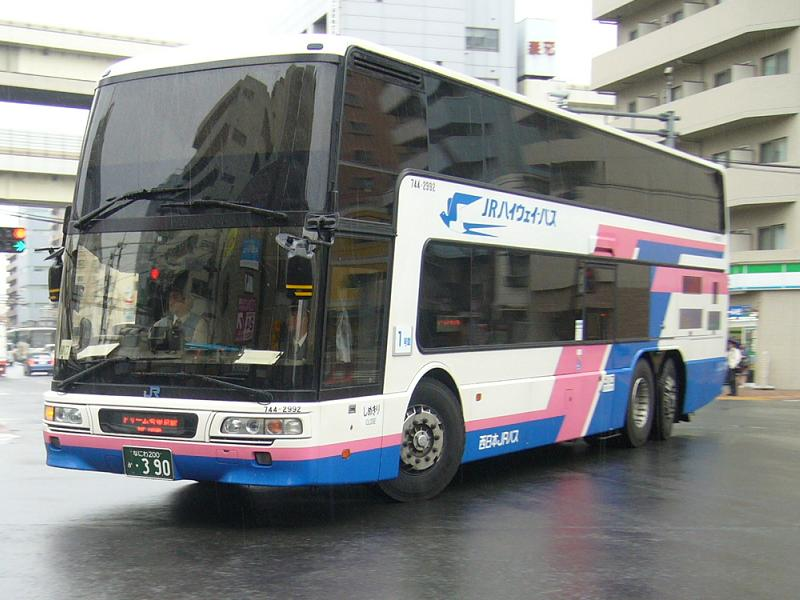
山陽道昼特急博多号
（西日本ジェイアールバス 744-2992）

山陽道昼特急博多号（さんようどうひるとっきゅうはかたごう）は、JRバスグループの「昼特急」の一路線で、大阪府大阪市・兵庫県神戸市と福岡県福岡市を結んでいた高速バスである。2011年3月31日限りで運行休止となった。

## 概説
山陽自動車道・九州自動車道経由で大阪市と福岡市を結ぶ高速バス路線で、2003年4月18日運行開始。1994年に「サザンクロス博多号」が廃止されて以来、9年ぶりのJRバスグループ（西日本JRバス・JR九州バス）による関西 - 福岡間の路線で、サザンクロス博多号とは異なり、長距離を昼行で運行する「昼特急」となった。大阪 - 福岡間の夜行高速バス「ムーンライト号」（西日本鉄道・阪急観光バス）の運賃片道10,000円に対し、当路線は運賃が片道7,000円と低廉に設定されていた。
運行開始当初は関西地区での停車地は大阪駅桜橋口のみであったが、2004年3月16日に三ノ宮駅、JR難波駅（OCAT）を追加し、「ムーンライト号」が停車しない難波地区・神戸市内での乗降が可能となった。
運行開始間もない頃の鉄道ジャーナル誌2003年10月号の記事によれば平均乗車人員は20人程度であったという。
2011年3月31日をもって休止された。

## 運行会社
- 西日本JRバス（担当：大阪高速管理所）
- JR九州バス（担当：博多支店）

## 運行経路
博多駅交通センター（01） - 小倉南インター（02） - 三ノ宮駅（03） - 大阪駅桜橋口（04） - JR難波駅（湊町バスターミナル・OCAT）（05）
（ ）内は駅コード。
- 便名コードは440xx。
- 関西地域内および福岡県内のみの利用は不可。

始発地を朝9時台に出発し夕方に終点に到着するダイヤで、運行開始当初は大阪駅 - 博多駅間を途中小倉南インターのみに停車して運行していたため全区間の所要時間は8時間9分であったが、のちに難波と三ノ宮駅にも停車するようになったため、全区間の所要時間は約9時間30分に延びた（神戸 - 福岡間の所要時間は約8時間20分）。
途中、白鳥PAで15分間、福山SAで20～30分間、沼田PAで10分間、美東SAで10分間の休憩があった。上下便とも、沼田PAで西日本JRバスとJR九州バスの乗務員が交替していた。運行開始当初は2人乗務だったが、末期は交替で1人乗務となっていた。

## 車内設備
ダブルデッカー、3列独立シート（リクライニングが目一杯倒れる夜行仕様。西日本車の1階は4列シート時あり）、フットレスト（最前列と階段前座席には無し）、レッグレスト、トイレ、スリッパ（ない場合もあり）

## 運行車両
両社とも三菱エアロキングが使用されていた。西日本JRバスは他路線との共通運用。JR九州バスは専用車として1台のみ導入し、検査時には他路線用のスーパーハイデッカー車が代走していた。
休止後はそれぞれ他路線に転用された。JR九州バスの専用車は2011年4月12日より同社が単独で運行開始した福岡 - 宮崎線（たいよう号）の一部便に使用されていたが、2012年3月19日の運行をもって終了し、その後、同年4月1日から9月17日まで「福岡・山口ライナー」において臨時便として増便されたうちのノンストップ便1往復に使用され、同年12月21日からは多客期に運行する夜行高速バス「鹿児島ドリーム広島号」に転用された後、サンシャインエクスプレスに売却された。